# Maestral
Maestral (tal. maestrale od lat. [ventus] magistralis: glavni vjetar) stalni je vlažni ljetni vjetar umjerene jačine (najčešće od 5 do 8 m/s - od 18 do 30 km/h), koji na hrvatskoj obali Jadrana puše iz sjeverozapadnog i zapadnoga smjera. Na istočnoj obali Jadrana postoje tri naziva vjetra koji na otvorenom moru (gdje nema utjecaja konfiguracije terena) puše sa sjeverozapada. Ti nazivi su maestral, zmorac i imbat. Prati lijepo vrijeme i ublažuje ljetnu sparinu. Ljeti najčešće počinje puhati između 8 i 9 sati, najjače oko 14 sati, a prestaje oko 18 sati ili najkasnije pri zalazu Sunca. Rijetko, kod iznimno jakih maestrala, prestanak zna trajati do kasno u noć. Povoljan je vjetar za jedrenje. Mjesni su nazivi za maestral: maistral, maištral, magistral, maistro, mištral, maeštral, mestral. Rasprave o tome jesu li maestral i zmorac sinonimi traju već duže vremena; općeprihvaćeno je mišljenje da je maestral vjetar koji je nastao zbog superponiranja strujanja zmorca i stalnog sjeverozapadnog vjetra, te da se u potpunosti podudaraju u smjeru. Pisani izvori spominju maestral ili maistro tek od 18. stoljeća; prije se upotrebljavala riječ zmorac, koja se spominje na Krku već 1426. godine u glagoljaškim tekstovima. Ovaj slučaj ima svoju analogiju na drugoj strani ruže vjetrova; slične polemike se vode i o kopnenjaku i burinu.
Javlja se uglavnom ljeti i puše samo uz obalu i rijetko dopire dalje prema unutrašnjosti i strogo je prizemni vjetar (do 300 metara visine). Maestral prati lijepo vrijeme i pri tome znatno ublažuje ljetnu sparinu. Normalno puše kao slab vjetar (do 4 Bf). U Tršćanskom zaljevu najslabiji je, prema jugu sve jači, a u Otrantskim vratima dostiže jačinu od 6 do 7 Bf, uz dosta teško more. Olujni maestral (takozvani maestralun) javlja se kao posljedica prolaza frontalnih poremećaja. Maestral na hrvatskoj obali puše uglavnom iz sjeverozapadnog smjera, skreće do zapad-sjeverozapadnog smjera, a kod albanske obale i do sjeverozapadnog smjera. Na talijanskoj obali smjer mu je prosječno istočni, a negdje i sjeveroistočni i najjači je oko 16 sati, a često se nastavlja i noću kada se javlja jače valovito more. Tijekom dana maestral mijenja svoj smjer udesno, tj. za Suncem. Maestral često prate oblaci kumulusi lijepa vremena.

## Zmorac
Zmorac ili smorac slabi je ljetni dnevni vjetar koji puše s mora na kopno u sustavu obalnoga kruženja zraka. Nastaje kada je najniži sloj zraka iznad mora hladniji od zraka nad kopnom. Na istočnoj obali Jadrana pojavljuje se poglavito u neporemećenim vremenskim uvjetima, i to ondje gdje otoci ne smetaju njegovu razvoju. Počinje kao slab jugoistočni vjetar u prijepodnevnim satima, zatim skreće na jug te jugozapad i predvečer se stišava kao sjeverozapadnjak. Najjači je u rano poslijepodne kada je temperaturna razlika kopna i mora najveća, te donosi osvježenje.

## Maestral/zmorac u knjigama
Petar Hektorović: Ribanje i ribarsko prigovaranje
Pasko, neće nam dat smorac već loviti, / vrime je ručat, ča je meni mniti.